# Sự biến lăng Cao Bình
Sự biến lăng Cao Bình (chữ Hán 高平陵之变 Cao Bình lăng chi biến) còn gọi là Chính biến lăng Cao Bình, Biến cố lăng Cao Bình hoặc Sự biến năm Chính Thủy, phát sinh ở nước Nguỵ thời Tam Quốc, là một cuộc chính biến quan trọng nhất từ sau khi nước Ngụy thành lập. Sự kiện bắt nguồn từ cuộc đấu tranh quyền lực giữa tông thất nhà Tào Ngụy là Tào Sảng và đại thần Tư Mã Ý, cuối cùng kết thúc bằng việc Tư Mã Ý thừa lúc Ngụy đế Tào Phương cùng Tào Sảng đến lăng Cao Bình bái tế phát động chính biến, khống chế kinh thành, diệt tộc Tào Sảng. Từ đó họ Tư Mã chính thức cầm quyền toàn diện, từ đó về sau hoàng đế họ Tào đều biến thành bù nhìn của họ Tư Mã.

## Nguyên nhân
Năm thứ 3 Cảnh Sơ (239) Ngụy Minh đế Tào Duệ tạ thế, di chiếu hoàng thái tử Tào Phương mới gần 8 tuổi kế vị, do đại tướng quân Tào Sảng cùng thái úy Tư Mã Ý phụ chính. Tào Sảng là con Tào Chân, lúc mới bắt đầu phụ chính, bởi vì tuổi tác cùng uy vọng Tư Mã Ý khá cao, coi Tư Mã Ý như cha, mọi việc không dám chuyên quyền. Bọn người Hà Yến hướng Tào Sảng góp ý "Quyền lực không nên phó thác cho người khác", về sau Tào Sảng bắt đầu chuyên quyền , trọng dụng bọn người Hà Yến, Đặng Dương, Lý Thắng, Tất Quỹ, Đinh Mật, bài xích Tư Mã Ý. Không lâu sau thăng Tư Mã Ý làm thái phó để đoạt đi thực quyền. Tiếp đó lại bổ nhiệm em là Tào Hi và Tào Huấn làm trung lĩnh quân và vũ vệ tướng quân, tập đoàn Tào Sảng hoàn toàn chưởng khống cấm quân trong cung. Từ đó Tào Sảng cùng bọn tâm phúc là Hà Yến khống chế vận hành triều đình, quyền nghiêng triều chính, thậm chính dời Quách thái hậu đi Vĩnh Ninh cung, Tào Sảng còn lấy tài nhân của Ngụy Minh đế làm ca kỹ, tiếm dùng nghi trượng hoàng đế, còn đồng thời là phụ chính đại thần Tư Mã Ý thì bị tước mất quyền lực.
Năm thứ 5 Chính Thủy (244), bắt đầu cuộc chiến hưng thế. Tháng 4, Tào Sảng tiến cử Hạ Hầu Huyền làm chinh tây tướng quân. Chức trung hộ quân đổi cho Tư Mã Sư đảm nhiệm. Tháng 8 năm thứ 6 Chính Thủy, Tào Sảng lại hủy bỏ trung kiên doanh, đem doanh binh quy về trung lĩnh quân Tào Hi, tăng mạnh trung lĩnh quân quyền lực, mà giảm đi quyền lực của trung hộ quân. Nhưng việc Tào Sảng đem quyền quản lý cấm vệ quân đưa vào tay họ Tư Mã đã mang đến hậu quả không tưởng tượng được.
Tư Mã Ý không tham dự quyết sách chính lệnh, vì chờ đợi thời cơ, ngưng tụ lực lượng phản kích, năm thứ 8 Chính Thủy (năm 247) giả bệnh từ chức để né tránh Tào Sảng. Năm sau, Lý Thắng đến Kinh Châu nhận chức thứ sử, trước khi đi đến chào từ biệt Tư Mã Ý, trước mặt hắn Tư Mã Ý giả ra dáng vẻ bệnh nặng , bởi vậy khiến Tào Sảng đối với ông càng thêm lơ đãng; nhưng ngược lại cùng lúc, Tư Mã Ý lại cùng con trai là Tư Mã Sư (lúc ấy là trung hộ quân), Tư Mã Chiêu cùng bọn người Thái úy Tương Tể kín đáo chuẩn bị phát động binh biến.

## Diễn biến
Mùng 6 tháng 1 năm thứ 10 Chính Thủy (5-2-249), thiếu đế Tào Phương đến lăng Cao Bình bái yết mộ Minh đế, anh em Tào Sảng cùng thân tín đều theo hộ tống. Tư Mã Ý thừa cơ phát động chính biến, dựa vào Quách hoàng thái hậu (vốn đã bị Tào Sảng đoạt quyền) chiếu lệnh, phong tỏa cửa thành Lạc Dương, dẫn binh chiếm cầu nổi Lạc Thủy. Tiếp đó bổ nhiệm tư đồ Cao Nhu giả tiết, lo việc đại tướng quân, tiếp quản quân quyền của Tào Sảng, Vương Quan đảm nhiệm trung lĩnh quân, tiếp quản quân đội của Tào Hi.
Tư Mã Ý khống chế thành nội, lập tức phái người thượng tấu Hoàng đế Tào Phương, tuyên bố phụng chiếu thư Hoàng thái hậu, bãi miễn anh em Tào Sảng. Chiếu thư truyền đến tay Tào Sảng trước, Tào Sảng lo sợ không yên không biết làm thế nào cho phải, cũng không dám đưa cho Tào Phương. Sau khi chính biến phát sinh, Đại Tư Nông Hoàn Phạm không để ý thuộc hạ khuyên can, ra khỏi thành khuyên Tào Sảng quay về Hứa Xương, rồi dựa vào Hoàng đế làm hiệu triệu ủng binh chống cự Tư Mã Ý. Tư Mã Ý liên tiếp phái bọn người thị trung Hứa Doãn, Thượng thư Trần Thái, Doãn Đại Mục thuyết phục Tào Sảng đầu hàng, cũng hứa hẹn chỉ cần bãi binh dừng ngựa, giao ra binh quyền, vẫn có thể bảo lưu tước vị. Tào Sảng do dự một đêm, sau cùng cho rằng dù đầu hàng sẽ mất đi chính trị quyền lực, nhưng lấy hầu tước thân phận vẫn có thể hưởng thụ vinh hoa phú quý; thế là từ bỏ chống cự, mà mời Hoàng đế bãi miễn mình, cũng hướng Tư Mã Ý nhận tội. Sau khi anh em Tào Sảng bị bãi quan lập tức trở lại phủ đệ.
Ngày 10 tháng giêng(9 tháng 2 năm 249), vốn cùng Tào Sảng qua lại rất thân trong triều là thị tòng Trương Đương, do Đình Úy nghiêm hình khảo vấn đã "Cung xưng" Tào Sảng cùng Hà Yến lập kế hoạch tạo phản vào tháng 3, thế là Tào Sảng cùng phe nhóm đều bị bắt, mà Hoàn Phạm cũng bởi vì đã từng tuyên bố Tư Mã Ý mưu phản, bị coi là vu cáo  mà hạ ngục, cùng bọn người Tào Sảng bị xử tử, đồng thời tru diệt tam tộc. Sau phong cháu họ của Tào Chân là Tào Hi làm Tân Xương đình hầu, ấp ba trăm hộ, giữ gìn hương hỏa Tào Chân .

## Ảnh hưởng
Tư Mã Ý nhân dịp chính biến, tiến hành thanh trừng thế lực tôn thất họ Tào trong triều, lực lượng tôn thất họ Tào ngày càng yếu kém, họ Tư Mã làm đại thần phụ chính nắm quyền lực toàn diện, từng bước khống chế triều chính Tào Ngụy, xây dựng căn cơ cho Tư Mã Viêm sau này lập Tấn thay Ngụy.
Tương Tể vì sự kiện này cho là mình thất tín với Tào Sảng mà tự trách mang bệnh rồi chết.
Bởi vì sự biến lăng Cao Bình, Vương Lăng cùng Lệnh Hồ Ngu cho rằng Ngụy đế Tào Phương nhỏ tuổi lại tầm thường, mà Tư Mã Ý độc tài đại quyền, nên 2 năm sau đó phát động binh biến ý đồ lật đổ Tào Phương cùng Tư Mã Ý, lập Tào Bưu (con Tào Tháo) lớn tuổi hơn làm vua - đây chính là lần thứ nhất của "ba lần Thọ Xuân tạo phản".
Hạ Hầu Bá là Chinh Thục hộ quân, đóng giữ ở Ung Châu, vốn có quan hệ thân thích với Tào Sảng, cháu trai là Chinh Tây tướng quân Hạ Hầu Huyền lại được lệnh triệu hồi Lạc Ấp, lo sợ bị Tư Mã Ý bức hại, thêm Quách Hoài đồng nhiệm Chinh Tây tướng quân vốn bất hòa, vô cùng bất an, nên trốn vào Thục Hán.